# Murire
Murire (Bocotá de Chiriquí, Guaymí Sabanero, Muri, Sabanero) Manja lokalna grupa Guaymí Indijanaca nastanjenih uz zaljev Chiriqui u Panami, srodno plemenu Bugle ili Bokotá  (Bogotá), koji govore njima srodnim dijalektom, porodica Chibchan. Od oko 7,000 Buglere i Murire govornika (1990), tek 1.200 do 1.500 se etnički izjašnjava pod imenom Bugle, dok ostatak pripada grupi Murire ili Bocotá de Chiriquí.

## Vanjske poveznice
- Un alfabeto para el Bocotá de Chiriqu  Arhivirana inačica izvorne stranice od 3. ožujka 2007. (Wayback Machine)